# 韓國鐵道公社
韓國鐵道公社（：／ Hanguk Cheoldo Gongsa */?），簡稱韓國鐵道（：／ Hangukcheoldo */?）或國鐵，是韓國的國營鐵路公司，總部位於中部城市大田广域市，負責韓國國內的鐵路客運和貨運營運，包括一般幹線鐵路與高速鐵道（KTX）。國鐵的前身為1963年成立的韩国铁道厅，2005年起公司化之後，性質從原本的政府機關改制為國營事業。

## 地區分部
韓國鐵道公社在各地區設立地區分部，以管轄該地區車站鐵路等等事務（大概以一「道域」為依地區分部管轄區）。後方會加注地區分部之總部車站以及大致管理地區。
- 首爾分部: 首爾站 (京畿道西北部及仁川廣域市永宗島（仁川國際機場）)
- 首都圈東分部: 清涼里站 (京畿道東部及江原道西部)
- 首都圈西分部: 永登浦站 (京畿道西南部及仁川)
- 大田忠南分部: 大田站 (忠清南道及大田)
- 忠北分部: 堤川站 (忠清北道及江原道西南部)
- 江原分部: 東海站 (江原道東部沿海)
- 慶北分部: 榮州站 (慶尚北道)
- 大邱分部: 東大邱站 (慶尚北道南部部分、慶尚南道北部及大邱)
- 全北分部: 益山站 (全羅北道)
- 全南分部: 順天站 (全羅南道東部)
- 光州分部: 光州站 (全羅南道西部及光州)
- 慶南分部: 釜山站 (慶尚南道南部)

## 重要車站
以下各個車站都是各條路線中的重要車站。依照分部排列(分部總站以*表示)
- 首爾分部：*首爾站、龍山站、金浦機場站
- 首都圈東分部：*清涼里站、東豆川站、議政府站、城北站、南春川站、原州站、楊平站
- 首都圈西分部：水原站、光明站、*永登浦站、富川站、仁川站
- 大田忠南分部: 清州站、*大田站、西大田站、大田調車場站
- 忠北分部：*堤川站、忠州站、堤川調車場站
- 江原分部：江陵站、*東海站、太白站
- 慶北分部：*榮州站
- 大邱分部：*東大邱站、大邱站、慶州站、金泉站、浦項站、永川站
- 全北分部：*益山站、全州站
- 全南分部：*順天站、麗水EXPO站
- 光州分部：*光州站、西光州站、光州松汀站、木浦站
- 慶南分部：*釜山站、馬山站、昌原站、鎮海站、三浪津站、釜山鎮站、龜浦站

## 使用車輛
旅客客車及發電車以2015年為基準，其餘以2017年為基準。

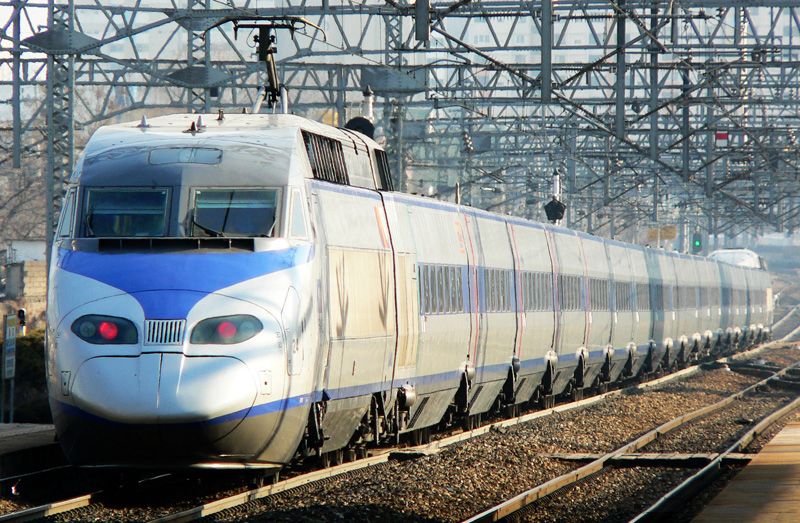
KTX-I型列车

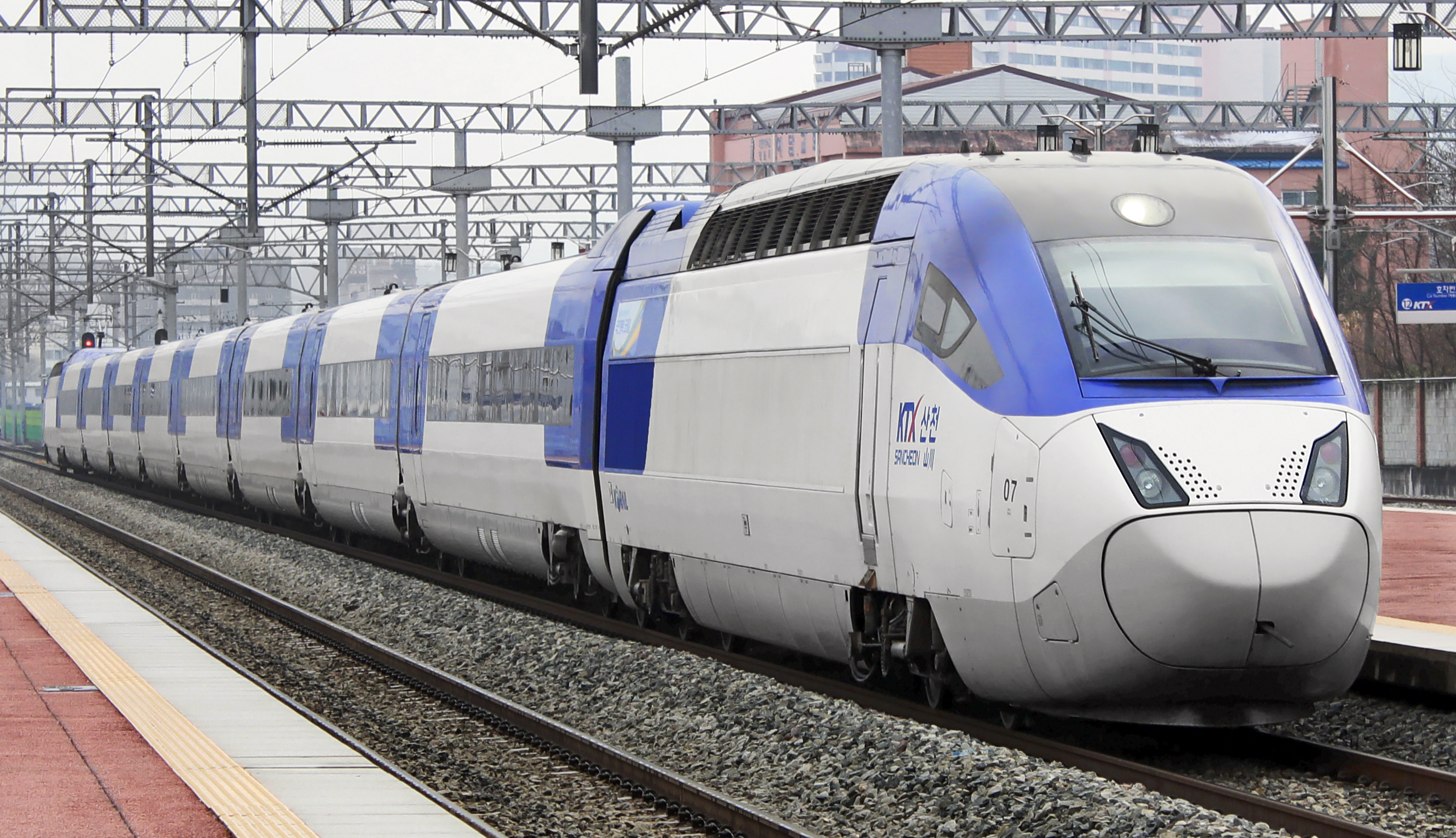
KTX山川号

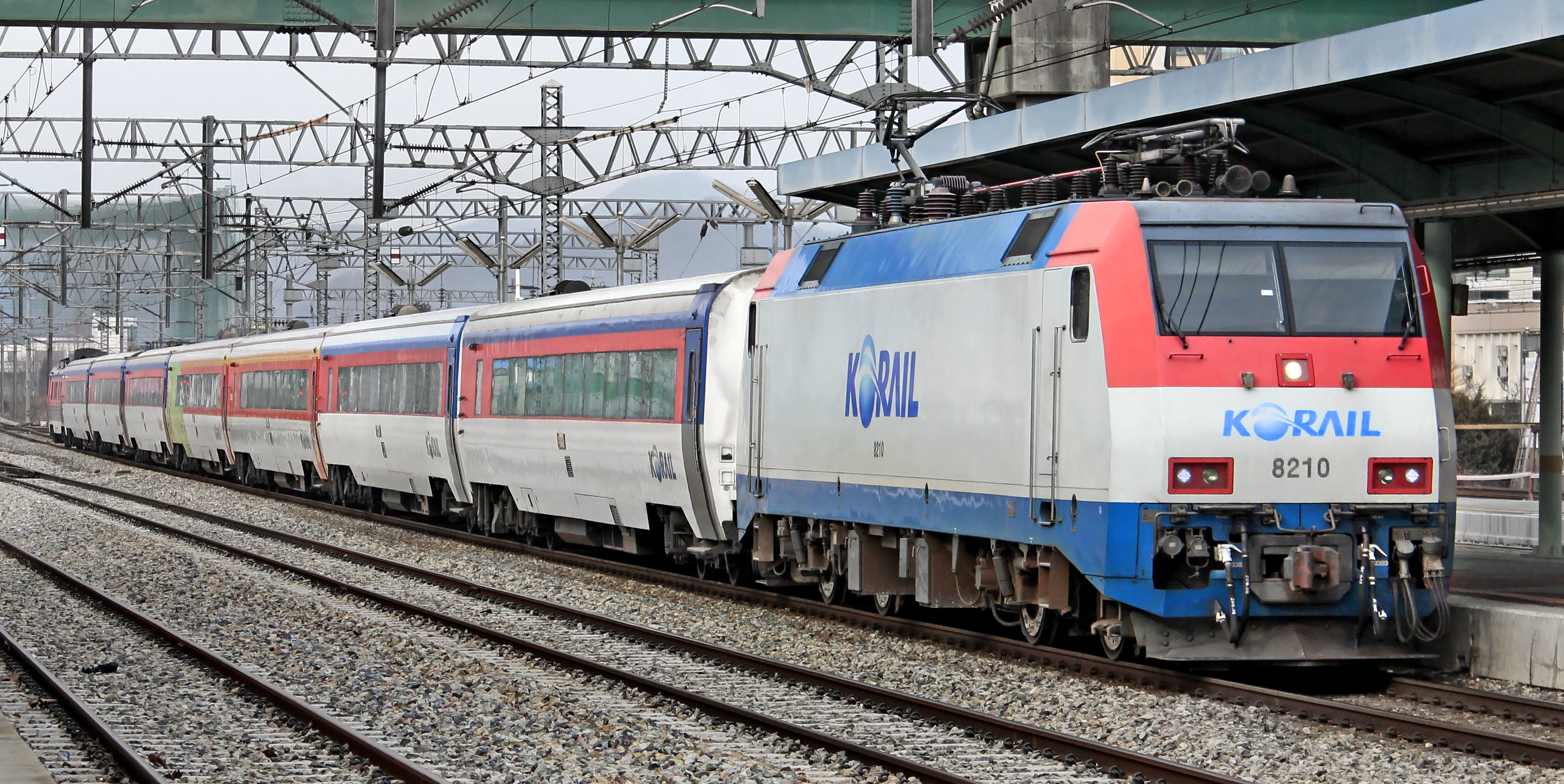
无穷花号

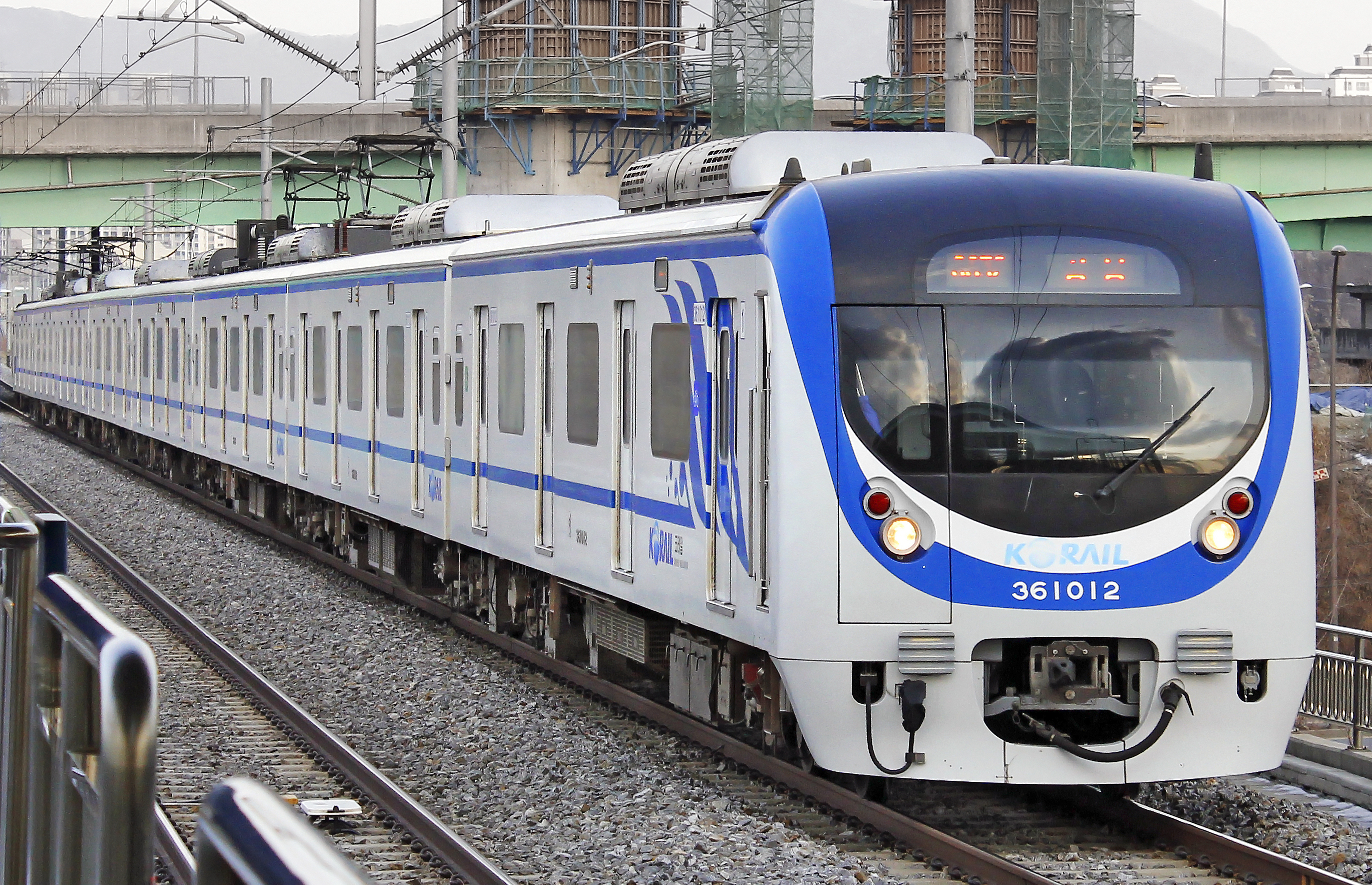
361000系通勤型電聯車

### 高速鐵路
- KTX-I(100000系)：46列920輛
- KTX-山川(110000系)：24列240輛
- KTX_山川(140000系)：15列150輛
- SRT(120000系)：22列220輛
- KTX-Eum(150000系)：19列114輛

### 電力動車組
- Nuriro號(200000系)：7列28輛（原有8列32輛，第三編組列車因於2014年7月22日在太白線上與無窮花號相撞而報廢）
- ITX-新村(210000系)：23列138輛
- ITX-MAUM (220000系)：9列36辆
- ITX-青春(368000系)：8列64輛
- 通勤型電聯車（1000系、3000系、311000系、312000系、319000系、321000系、331000系、341000系、351000系、361000系、371000系、381000系、391000系）：共304列2486輛。

### 柴油機車
共289輛
- 4400型：59輛
- 7100型、7200型、7300型、7400型、7500型：共205輛
- 7600型：25輛

### 電力機車
共175輛
- 8000型：4輛
- 8100型、8200型：共84輛
- 8500型－8200型的改良車款。87輛

### 客車
共969輛

### 發電車
共130輛

## 外部連結
- 韓國鐵道公社（英文），韓國鐵道公社的企業網站
- Let's Korail （页面存档备份，存于）（英文）（简体中文）（日語），韓國鐵道公社的入口網站
- KORAIL洛山研修院 （页面存档备份，存于），韓國鐵道公社的研修院
- KORAIL鐵道博物館 （页面存档备份，存于）（英文）（简体中文）（日語），韓國鐵道公社的鐵道博物館
- 코레일(KORAIL)的Facebook專頁
- 코레일(KORAIL)的Instagram帳戶